# Aethiothemara striata
Aethiothemara striata är en tvåvingeart som beskrevs av Friedrich Georg Hendel 1928. Aethiothemara striata ingår i släktet Aethiothemara och familjen borrflugor.
Artens utbredningsområde är Uganda. Inga underarter finns listade i Catalogue of Life.